# Margot Kidder
Pour les articles homonymes, voir Kidder.
Margaret Kidder, dite Margot Kidder, est une actrice et productrice canadienne naturalisée américaine, née le 17 octobre 1948 à Yellowknife (Territoires du Nord-Ouest) et morte le 13 mai 2018 à Livingston (Montana).
Elle est surtout connue pour avoir incarné Lois Lane dans la saga Superman (1978-1987) avec Christopher Reeve.

## Biographie
Margaret Ruth Kidder vient d'une famille de la classe ouvrière et a passé son enfance « dans des camping-cars et des motels. »
Elle débute en 1968 au Canada dans quelques séries télévisées avant de faire ses débuts au cinéma dans  Gaily, Gaily de Norman Jewison.

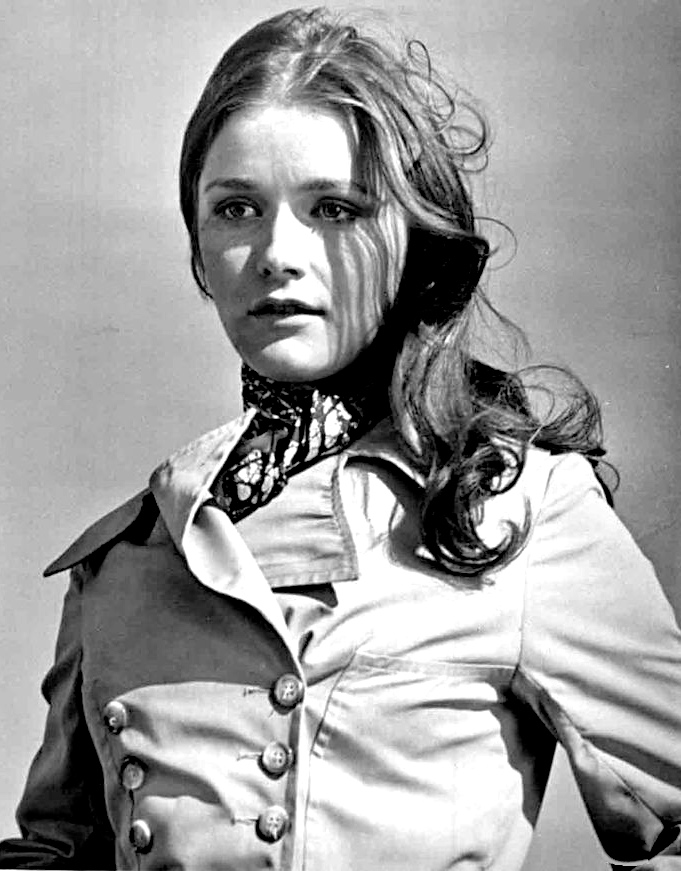
Margot Kidder en 1970.

Elle partage au début des années 1970 un appartement à Los Angeles avec une autre jeune comédienne, Jennifer Salt, à Nicholas Beach, sur la Pacific Coast Highway. Leur foyer devient vite un lieu de rencontre pour les acteurs et les réalisateurs du Nouvel Hollywood : Brian De Palma, qui a rencontré Jennifer Salt pendant ses études, y est hébergé lorsqu'il vient s'installer à Los Angeles après l'échec de son film Get to Know Your Rabbit. Il devient le compagnon de Margot. Les réalisateurs Martin Scorsese, Steven Spielberg, John Milius, Walter Hill, les acteurs Richard Dreyfuss, Bruce Dern ou le scénariste Jacob Brackman (en) viennent fréquemment dans leur maison ou sur la plage avec les deux jeunes femmes. L'ensemble du groupe discute abondamment et souhaite « faire des films à message », Margot Kidder se disant « fière de ne pas être une starlette. » Si elle reconnaît qu'elle est, comme l'ensemble de ce groupe, ambitieuse, elle explique au début des années 2000 que cette ambition est celle de « parvenir au succès de façon intègre » : elle ne souhaite pas se montrer en ville avec un agent, ne veut pas travailler pour des motifs uniquement financiers mais se mettre au service d'ambitions artistiques. L'atmosphère est celle de la libération des années 1970 : les deux jeunes femmes, accompagnées de leur amie Janet Margolin se baignent seins nus sur la plage, des drogues sont consommées. Peter Biskind décrit Margot Kidder comme « une très jolie fille en phase avec le vent de liberté qui soufflait à l'époque » : elle essaye diverses drogues, y compris la cocaïne, et fait preuve d'une véritable liberté sexuelle.
Alors que Margot Kidder et Jennifer Salt souffrent de ne pas trouver de grands rôles et sentent leur carrière en panne, Brian De Palma leur dépose en cadeau de Noël, sous le sapin, le scénario de Sœurs de sang dont elles vont tenir les rôles principaux. C'est son double rôle dans ce film qui lui apporte une petite notoriété.
L'année suivante, elle joue dans Black Christmas, un film d'horreur à petit budget réalisé par Bob Clark et tourné au Canada. À sa sortie, le film ne connait qu'un succès modeste au box-office et la réception critique est négative. Au fil des années, Black Christmas acquiert peu à peu le statut de film culte et est aujourd'hui considéré comme le précurseur des 'slashers' de la fin des années 1970.
En 1975, elle tourne  La Kermesse des aigles de George Roy Hill puis 92 in the Shade dont elle épouse le réalisateur Thomas McGuane l'année suivante (le mariage ne durera qu'un an).
En 1978, elle interprète Loïs Lane, journaliste au Daily Planet amoureuse de Superman dans le film homonyme de  Richard Donner. À l'époque, elle fut choisie par les producteurs du fait qu'elle n'était pas très connue du public. À sa sortie, le film obtient un grand succès, tant critique que commercial et Margot Kidder reprend son rôle de Loïs Lane trois fois, dans  Superman 2 (1980), Superman 3 (1983) et Superman 4 (1987). Elle épouse en 1979 l'acteur John Heard pour en divorcer un an plus tard. Elle est à la même époque la vedette d'Amityville : La Maison du diable (1979), autre succès commercial certain malgré des critiques médiocres, et de  Willie et Phil (1980), un remake à l'américaine de Jules et Jim réalisé par Paul Mazursky. Puis, elle apparait dans le film canadien Heartaches de Donald Shebib, ce qui lui vaut un prix Génie de la meilleure actrice en 1982.
Le tournant des années 1980, où les producteurs reprennent le pouvoir sur les réalisateurs dans l'industrie du cinéma américain, est difficile à vivre pour Margot Kidder, qui est restée comme plusieurs de ses amis dans l'esprit des années 1970 : « dans notre tête nous en étions encore aux seventies, autant dire complètement paumés dans un milieu dominé par de jeunes agents proprets. »
En 1984, elle tourne pour la télévision la mini-série Louisiane, réalisée par Philippe de Broca qu'elle a épousé l'année précédente. Là encore le mariage ne durera qu'un an. En 1990, un grave accident de voiture qui la laisse en partie paralysée l'éloigne des plateaux de cinéma durant deux ans, lui causant des problèmes financiers. Elle revient progressivement, tenant un petit rôle dans le film québécois La Florida ou dans le western humoristique Maverick, réalisé par le réalisateur de Superman, Richard Donner.
Souffrant de trouble bipolaire, elle est retrouvée par la police en 1996 parmi des sans domicile fixe et envoyée dans une clinique psychiatrique. Mais en 2007, elle déclarera qu'elle n'a pas eu d'épisodes dépressifs depuis onze ans grâce à la médecine naturelle[réf. nécessaire].
Vers la fin des années 1990, elle reprend le chemin des plateaux. Au début de la décennie 2000, elle devient une des interprètes des Les Monologues du vagin, ce qui la conduit à se produire dans plusieurs villes comme Toronto, Vancouver, Buffalo et Detroit.
Elle maintient un travail constant dans les films indépendants et la télévision. Elle est apparue en 2005 dans quelques épisodes de la saison 4 de Smallville, série télévisée relatant la jeunesse de Superman. Elle y joue l'assistante de Dr Swan, lui-même interprété par Christopher Reeve. Elle apparait aussi dans un épisode de New York, unité spéciale et un de The L Word. En 2015, elle remporte un Daytime Emmy Award pour sa performance dans la série télévisée pour enfants The Haunting Hour.
Margot Kidder devient citoyenne américaine en 2005 et a vécu au Montana jusqu'à sa mort. Elle était également une activiste. Elle s'oppose à la guerre en Irak. Elle est arrêtée à la Maison Blanche en 2011 lors d'une manifestation contre la construction d'un oléoduc reliant l'Alberta au Texas.

## Décès
Elle se suicide, par surdose de drogues et alcool,, le 13 mai 2018, à l'âge de 69 ans, dans sa maison de Livingston, dans le  Montana. Son corps est incinéré et ses cendres dispersées en divers lieux du Canada, dont Yellowknife,.

## Filmographie

### Cinéma
- 1968 : The Best Damn Fiddler from Calabogie to Kaladar : Rosie
- 1969 : Gaily, Gaily : Adeline
- 1970 : Quackser Fortune Has a Cousin in the Bronx : Zazel
- 1973 : Sœurs de sang (Sisters) : Danielle Breton / Dominique Blanchion
- 1974 : A Quiet Day in Belfast : Brigit Slattery / Thelma Slattery
- 1974 : The Gravy Train : Margue
- 1974 : Black Christmas : Barbie Coard
- 1975 : La Kermesse des aigles (The Great Waldo Pepper) : Maude
- 1975 : La Mort en rêve (The Reincarnation of Peter Proud) : Marcia Curtis
- 1975 : 92 in the Shade : Miranda
- 1978 : Shoot the sun down (western) : Abattre le soleil
- 1978 : Superman : Lois Lane
- 1979 : Amityville : La Maison du diable (The Amityville Horror) : Kathy Lutz
- 1980 : Willie & Phil : Jeannette Sutherland
- 1980 : Superman 2 : Lois Lane
- 1981 : Heartaches : Rita Harris
- 1982 : Some Kind of Hero : Toni Donovan
- 1982 : Miss Right : Juliette
- 1983 : Meurtres à Malte (Trenchcoat) : Mickey Raymond
- 1983 : Superman 3 : Lois Lane
- 1984 : Louisiane
- 1985 : Little Treasure : Margo
- 1986 : Keeping Track : Mickey Tremaine
- 1987 : Superman 4 : Lois Lane
- 1990 : Mob Story : Dolores
- 1990 : White Room : Madelaine X
- 1991 : Un crime dans la tête (Delirious) : la femme dans la salle de bains (non créditée)
- 1993 : La Florida : Vivy Lamori
- 1994 : Maverick : Margret Mary (non créditée)
- 1994 : Vif comme le vent (Windrunner) : Sally « Mom » Cima
- 1994 : Beanstalk : Dr Kate « Doc » Winston
- 1994 : The Pornographer : Irene
- 1996 : Henry & Verlin : Mabel
- 1996 : Never Met Picasso : Genna Magnus
- 1997 : Silent Cradle : Cindy Wilson
- 1997 : Shadow Zone: My Teacher Ate My Homework : Sol
- 1997 : The Planet of Junior Brown : Miss Peebs
- 1998 : Le Clown de l'horreur (The Clown at Midnight) : Ellen Gibby
- 1999 : Nightmare Man : Lillian Hannibal
- 1999 : The Hi-Line : Laura Johnson
- 1999 : The Annihilation of Fish : Mme Muldroone
- 2000 : Tribulation (en) : Eileen Canboro
- 2002 : Angel Blade : Frida
- 2002 : Crime and Punishment : Mme Katerina Marmelodov
- 2004 : Chicks with Sticks : Edith Taymore
- 2005 : Le Dernier Signe : Endora
- 2008 : The Box Collector : Beth
- 2008 : Universal Signs : Rose Callahan
- 2008 : Jeux de Mains - Donald Strachey 3 (On the Other Hand, Death) : Dorothy Fisher
- 2009 : A Single Woman : la conteuse
- 2009 : Halloween 2 : Barbara Collier
- 2011 : Servitude : Mme Crank
- 2015 : The Dependables : Jean Dempsey

### Télévision
- 1969 : Wojeck
- 1969 : Adventures in Rainbow Country : Dr Janet Rhodes
- 1969 : McQueen : Jenny
- 1969 : Corwin : Denny
- 1971 : Suddenly Single : Jackie
- 1971 : Nichols : Ruth
- 1972 : The Bounty Man : Mae
- 1974 : The Suicide Club
- 1974 : Honky Tonk de Don Taylor (téléfilm) : Lucy Cotton
- 1982 : Bus Stop : Cherie
- 1983 : Pygmalion : Eliza Doolittle - également productrice
- 1984 : Louisiane : Virginia Tregan
- 1984 : The Glitter Dome : Willie
- 1985 : Picking Up the Pieces : Lynette Harding
- 1986 : Ma femme a disparu (Vanishing Act) : Chris Kenyon
- 1987 : Shell Game (en) : Dinah / Jennie Jerome
- 1987 : The Emerald City of Oz : Narratrice (voix uniquement)
- 1987 : The Marvelous Land of Oz : Narratrice (voix uniquement)
- 1987 : Ozma of Oz : Narratrice (voix uniquement)
- 1987 : The Wonderful Wizard of Oz : Narratrice (voix uniquement)
- 1988 : Body of Evidence : Carol Dwyer
- 1992 : Les Contes de la crypte, Saison 4, Épisode 14 (Curiosité châtiée) : Cynthia
- 1992 : Disparitions sanglantes (To Catch a Killer) : Rachel Grayson
- 1993 : Arabesque (Au seuil de la folie) : le Dr Ellen Holden
- 1994 : Témoin en danger (One Woman's Courage) : Stella Jenson
- 1995 : Young Ivanhoe : Lady Margarite
- 1999 : Crime in Connecticut: The Story of Alex Kelly : Melanie Kelly
- 1999 : Amazon : Morag
- 2000 : Quelque chose demeure ici (Someone Is Watching) : Sally Beckert
- 2001 : New York, unité spéciale (saison 2, épisode 20) : Grace Mayberry
- 2001 : Saison 5 de Invasion planète terre (saison 5, épisode 6) : Dr Mataros[14]
- 2000 : Common Ground : Mrs. Nelson
- 2002 : Society's Child : Joan
- 2004 : I'll Be Seeing You : Frances
- 2005 : Cool Money : Peggy Comfort
- 2005 : Smallville : Bridgette Crosby
- 2005 : The L Word : Sandy Ziskin
- 2007 : Brothers and Sisters : Emily Craft
- 2009 : Something Evil Comes

### Doublage

#### Cinéma
- 1986 : GoBots: War of the Rock Lords : Solitaire

#### Télévision
- 1990 : Capitaine Planète (Captain Planet and the Planeteers) : Gaia

#### Jeux vidéo
- 1994 : Phantom 2040 : Rebecca Madison
- 1994 : Under a Killing Moon : la barmaid

## Voix françaises
| - Perrette Pradier dans : - Superman (1er doublage) - Superman 2 - Superman 3 - Quelqu'un demeure ici (téléfilm) - Smallville (série télévisée) - Béatrice Delfe dans : - Amityville : La Maison du diable - Meurtres à Malte - Body of Evidence (téléfilm) - Arabesque (série télévisée) | et aussi - Jeanine Forney dans Sœurs de sang - Monique Thierry dans La Kermesse des aigles - Évelyn Séléna dans Louisiane - Frédérique Tirmont dans Superman 4 : Le Face-à-face - Béatrice Agenin dans Capitaine Planète (série d'animation - voix) - Laura Blanc dans Superman (2e doublage) - Jacqueline Zouary dans Halloween 2 |